# Potwin (Kansas)
Potwin es una ciudad ubicada en el condado de Butler en el estado estadounidense de Kansas. En el año 2010 tenía una población de 449 habitantes y una densidad poblacional de 748,33 personas por km².

## Geografía
Potwin se encuentra ubicada en las coordenadas 37°56′20″N 97°01′09″O / 37.938898, -97.019034 (37.938898, -97.019034).

## Demografía
Según la Oficina del Censo en 2000 los ingresos medios por hogar en la localidad eran de $39,091 y los ingresos medios por familia eran $42,500. Los hombres tenían unos ingresos medios de $31,544 frente a los $18,375 para las mujeres. La renta per cápita para la localidad era de $18,254. Alrededor del 8.3% de la población estaban por debajo del umbral de pobreza.